# Finnischer Fußballpokal 2014
Der Finnische Fußballpokal 2014 (finnisch Suomen Cup 2014) war die 60. Austragung des finnischen Pokalwettbewerbs. Er wurde vom finnischen Fußballverband ausgetragen. Das Finale fand am 1. November 2014 im Sonera Stadium von Helsinki statt.
Pokalsieger wurde HJK Helsinki. Das Team setzte sich im Finale nach Elfmeterschießen gegen den Inter Turku durch, nachdem es in 120 Minuten keiner Mannschaft gelang, einen Treffer zu erzielen. Da HJK auch die Meisterschaft gewann, nahm der unterlegene Finalist an der 2. Qualifikationsrunde der Europa League teil. Titelverteidiger Rovaniemi PS war in der Viertelfinale gegen den späteren Seger ausgeschieden.
Alle Begegnungen wurden in einem Spiel ausgetragen. Bei unentschiedenem Ausgang wurde das Spiel um zweimal 15 Minuten verlängert. Stand danach kein Sieger fest, folgte ein Elfmeterschießen.

## Teilnehmende Teams
Die Teilnahme war freiwillig. Insgesamt 152 Mannschaften hatten für den Pokalwettbewerb gemeldet. In den ersten beiden Runden traten Teams aus der Kolmonen (4. Liga) oder tiefer an. Die Mannschaften der zweiten und dritten Liga stiegen in der 3. Runde ein. Die zwölf Erstligisten, die am Ligapokal 2014 teilnahmen stiegen je nach Abschneiden in der 4., 5. oder 6. Runde ein.
| Runde         | Zugänge | Sieger der letzten Runde | Spiele / Sieger |
| ------------- | ------- | ------------------------ | --------------- |
| 1. Runde      | 70      | –                        | 35              |
| 2. Runde      | 31      | 35                       | 33              |
| 3. Runde      | 39      | 33                       | 36              |
| 4. Runde      | 04      | 36                       | 20              |
| 5. Runde      | 04      | 20                       | 12              |
| 6. Runde      | 04      | 12                       | 08              |
| Viertelfinale | –       | 08                       | 04              |
| Halbfinale    | –       | 04                       | 02              |
| Finale        | –       | 02                       | 01              |
| Gesamt        | 1520    |                          | 1510            |

## 1. Runde
Teilnehmer: 24 Teams aus der Kolmonen (IV), 20 Teams aus der Nelonen (V), 15 Teams aus der Vitonen (VI) und 11 Teams aus der Kutonen (VII).
| Datum      |                                         | Ergebnis              |                                       |
| ---------- | --------------------------------------- | --------------------- | ------------------------------------- |
| 29.12.2013 | Janakkalan Pallo (VI)                   | 2:2 n. V. (3:2 i. E.) | Sääksjärven Loiske (IV)               |
| 04.01.2014 | Pajamäen Pallo-Veikot-2 (VII)           | 3:1                   | FC Spede (VII)                        |
| 04.01.2014 | FC Kanuunoiden Kerma (VI)               | 6:0                   | HDS Mondial Helsinki (VI)             |
| 06.01.2014 | Toivalan Urheilijat-2 (VI)              | 00:11                 | Joensuun Palloseura (IV)              |
| 06.01.2014 | Toivalan Urheilijat (V)                 | 1:6                   | Siilinjärven Palloseura (IV)          |
| 11.01.2014 | Pohjois-Haagan Urheilijat Akatemia (VI) | 0:2                   | Töölön Taisto (IV)                    |
| 11.01.2014 | HJK Helsinki Junioren/Töölö (VII)       | 1:0                   | Helsingin Palloseura (IV)             |
| 11.01.2014 | Popiniemen Ponnistus (VII)              | 2:3                   | FC Peltirumpu (IV)                    |
| 11.01.2014 | Helsingfors IFK-3 (V)                   | 12:10                 | Kallion Stallions (VII)               |
| 16.01.2014 | Edsevö Bollklubb (VII)                  | 00:13                 | Kokkolan Palloveikot Akatemia (V)     |
| 17.01.2014 | Helsingin Ponnistus (V)                 | 0:2                   | Helsingfors IFK-4 (VII)               |
| 18.01.2014 | Kaarinan Reipas (V)                     | 1:0                   | Toejoen Veikot (IV)                   |
| 18.01.2014 | Savannan Pallo (IV)                     | 1:0                   | Laajasalon Palloseura (IV)            |
| 18.01.2014 | Orimattilan Pedot (V)                   | 2:2 n. V. (5:6 i. E.) | Tuusulan Palloseura (IV)              |
| 18.01.2014 | Malax IF (V)                            | 2:0                   | Black Islanders (VII)                 |
| 18.01.2014 | Suurmetsän Urheilijat (V)               | 0:3                   | Helsingin Palloseura-2 (V)            |
| 18.01.2014 | FC Korso United (VI)                    | 2:4                   | SexyPöxyt (IV)                        |
| 19.01.2014 | Kuopion Elo (VI)                        | 0:1                   | SC Riverball (IV)                     |
| 19.01.2014 | Lempäälän Kisa-Futis (V)                | 1:0                   | Parolan Visa (VI)                     |
| 22.01.2014 | Järvelän Jäppärä (VII)                  | 0:1                   | Ekenäs SC (IV)                        |
| 23.01.2014 | Grankulla IFK (VI)                      | 0:3                   | Riihimäen Palloseura (IV)             |
| 24.01.2014 | IF Gnistan-2 (V)                        | 0:1                   | FC Kiffen 08 Helsinki (IV)            |
| 25.01.2014 | Savannan Pallo-3 (V)                    | 0:1                   | IF Gnistan Ogeli (V)                  |
| 25.01.2014 | Levottomat jalat Junioren (VI)          | 00:12                 | Malmin Palloseura/Atletico Malmi (IV) |
| 25.01.2014 | PP-70 Tampere (V)                       | 4:0                   | Parkunmäen Apassit (VI)               |
| 25.01.2014 | Club Latino Español (VII)               | 0:5                   | PK-35 Vantaa/VJS Akatemia (IV)        |
| 26.01.2014 | Kokkolan PS (V)                         | 0:4                   | Rollon Pojat (V)                      |
| 26.01.2014 | Pisan Pallo (VI)                        | 1:0                   | Hämeenlinnan Härmä (IV)               |
| 26.01.2014 | Inter Turku-2 (V)                       | 0:3                   | Naantalin VG-62 (IV)                  |
| 26.01.2014 | FC Hieho (VI)                           | 0:1                   | Herttoniemen Toverit (IV)             |
| 26.01.2014 | Valkealan Kajo (V)                      | 1:2                   | Haminan Pallo-Kissat (IV)             |
| 30.01.2014 | Paimion Haka (V)                        | 3:0                   | Mynämäen Pallo -53 (VI)               |
| 01.02.2014 | Jokerit FC (VII)                        | 0:4                   | FC Kontu (IV)                         |
| 07.02.2014 | Pallo-Pojat Junioren (VI)               | 0:4                   | Helsingfors IFK-2 (IV)                |
| 08.02.2014 | Itä-Hakkilan Kilpa (V)                  | 0:4                   | Etelän-Espoon Pallo (IV)              |

## 2. Runde
Teilnehmer: Die 35 Sieger der 1. Runde, weitere 7 Teams aus der Kolmonen (IV), 9 Teams aus der Nelonen (V), 6 Teams aus der Vitonen (VI) und 9 Teams aus der Kutonen (VII).
| Datum      |                                           | Ergebnis              |                                       |
| ---------- | ----------------------------------------- | --------------------- | ------------------------------------- |
| 11.01.2014 | Hyvinkään Ares -86 (VII)                  | 0:9                   | Nurmijärven Jalkapalloseura (IV)      |
| 26.01.2014 | FC Rauma (VI)                             | 1:4                   | Peimari United (VI)                   |
| 31.01.2014 | HJK Helsinki Junioren/Kannelmäki (V)      | 0:3                   | FC Kiffen 08 Helsinki (IV)            |
| 02.02.2014 | Sudet Kouvola Reserve (V)                 | 4:0                   | FC Etapo (VII)                        |
| 02.02.2014 | Janakkalan Pallo (VI)                     | 3:0                   | PP-70 Tampere (V)                     |
| 02.02.2014 | Haminan Pallo-Kissat (IV)                 | 2:6                   | FC Peltirumpu (IV)                    |
| 04.02.2014 | Valkeakosken Koskenpojat (V)              | 1:0                   | Mänttän Valo (VI)                     |
| 06.02.2014 | Nastolan Nopsa (IV)                       | 1:5                   | Tuusulan Palloseura (IV)              |
| 06.02.2014 | SC Riverball (IV)                         | 0:2                   | Joensuun Palloseura (IV)              |
| 07.02.2014 | Siilinjärven Palloseura (IV)              | 3:0                   | Äänekosken Huima (IV)                 |
| 07.02.2014 | Helsingfors IFK-3 (V)                     | 1:1 n. V. (4:3 i. E.) | Savannan Pallo (IV)                   |
| 08.02.2014 | Pajamäen Pallo-Veikot-2 (VII)             | 2:4                   | IF Gnistan Ogeli (V)                  |
| 08.02.2014 | HJK Helsinki Junioren/Töölö (VII)         | 7:2                   | IF Gnistan/IP (VII)                   |
| 08.02.2014 | Pisan Pallo (VI)                          | 3:1                   | Forssan JK (V)                        |
| 08.02.2014 | Jukola Jaguars (VI)                       | 1:1 n. V. (1:2 i. E.) | Nekalan Pallo (V)                     |
| 08.02.2014 | Rollon Pojat (V)                          | 2:0                   | Malax IF (V)                          |
| 08.02.2014 | Malmin Palloseura/Atletico Akatemia (VII) | 0:2                   | Suurmetsän Urheilijat/sob (VII)       |
| 08.02.2014 | FC Honka Espoo-2 (VII)                    | 1:1 n. V. (6:5 i. E.) | SexyPöxyt Espoo (IV)                  |
| 09.02.2014 | Kokkolan Palloveikot Akatemia (V)         | 4:0                   | Kajaanin Haka (IV)                    |
| 09.02.2014 | Naantalin VG-62 (IV)                      | 2:1                   | Jomala IK (IV)                        |
| 10.02.2014 | Laaksolahden Atleettiklubi (VI)           | 0:1                   | IF Sibbo-Vargarna (IV)                |
| 10.02.2014 | Tampere Unitedin kannattajat (V)          | 1:2                   | Lempäälän Kisa-Futis (V)              |
| 11.02.2014 | Mäntsälän Urheilijat (VII)                | 0:8                   | Riihimäen Palloseura (IV)             |
| 11.02.2014 | Ekenäs SC (IV)                            | 0:3                   | Hyvinkään Palloseura (IV)             |
| 11.02.2014 | Kaarinan Reipas (V)                       | 0:3                   | Paimion Haka (V)                      |
| 12.02.2014 | Union Plaani (VII)                        | 00:11                 | Sudet Kouvola (IV)                    |
| 14.02.2014 | Espoon Palloseura (V)                     | 0:1                   | Etelän-Espoon Pallo (IV)              |
| 14.02.2014 | Töölön Vesa (V)                           | 4:2                   | Herttoniemen Toverit (IV)             |
| 15.02.2014 | FC Kontu (IV)                             | 1:1 n. V. (4:3 i. E.) | PK-35 Vantaa/VJS Akatemia (IV)        |
| 15.02.2014 | Töölön Taisto (IV)                        | 3:3 n. V. (4:2 i. E.) | Malmin Palloseura/Atletico Malmi (IV) |
| 15.02.2014 | HJK Helsinki Junioren/Laajasalo (V)       | 1:1 n. V. (2:3 i. E.) | Helsingin Palloseura-2 (V)            |
| 18.02.2014 | Helsingfors IFK-4 (VII)                   | 2:1                   | Helsingfors Idrottsvänner (VII)       |
| 22.02.2014 | FC Kanuunoiden Kerma (VI)                 | 01:12                 | Helsingfors IFK (IV)                  |

## 3. Runde
Teilnehmer: Die 33 Sieger der 2. Runde, 10 Teams aus der Ykkönen (II) und 29 Teams aus der Kakkonen (III). Unterklassige Teams hatten Heimrecht.
| Datum      |                                   | Ergebnis              |                                 |
| ---------- | --------------------------------- | --------------------- | ------------------------------- |
| 19.02.2014 | Gamlakarleby BK (III)             | 1:3                   | AC Oulu (II)                    |
| 20.02.2014 | Valkeakosken Koskenpojat (V)      | 0:7                   | Tampereen Pallo-Veikot (III)    |
| 22.02.2014 | Suurmetsän Urheilijat/sob (VII)   | 0:3                   | Käpylän Pallo (III)             |
| 22.02.2014 | IF Gnistan Ogeli (V)              | 2:0                   | Helsingfors IFK (V)             |
| 23.02.2014 | Riihimäen Palloseura (IV)         | 0:4                   | Sudet Kouvola (IV)              |
| 28.02.2014 | Helsingfors IFK-2 (IV)            | 1:5                   | Helsingfors IFK (II)            |
| 01.03.2014 | Töölön Vesa (V)                   | 1:3                   | FC Kontu (IV)                   |
| 01.03.2014 | Sudet Kouvola Reserve             | 0:3                   | Ekenäs IF (II)                  |
| 01.03.2014 | HJK Helsinki Junioren/Töölö (VII) | 2:1                   | IF Gnistan (II)                 |
| 01.03.2014 | Rollon Pojat (V)                  | 2:5 n. V.             | PS Kemi Kings (III)             |
| 01.03.2014 | PK Keski-Uusimaa (III)            | 0:4                   | Kotkan Työväen Palloilijat (II) |
| 01.03.2014 | FC Peltirumpu (IV)                | 2:2 n. V. (4:3 i. E.) | FC Espoo (III)                  |
| 01.03.2014 | Helsingin Palloseura-2 (V)        | 1:4                   | Klubi 04 (III)                  |
| 01.03.2014 | Kokkolan Palloveikot Akatemia (V) | 1:3                   | Jakobstads BK (II)              |
| 01.03.2014 | Atlantis FC (III)                 | 6:0                   | FC Myllypuro (III)              |
| 02.03.2014 | Pisan Pallo (VI)                  | 1:2                   | Nekalan Pallo (V)               |
| 02.03.2014 | Maskun Palloseura (III)           | 0:2                   | FC Jazz Pori (II)               |
| 02.03.2014 | Hyvinkään Palloseura (IV)         | 0:3                   | FC Futura (III)                 |
| 02.03.2014 | Lempäälän Kisa-Futis (IV)         | 4:3                   | Janakkalan Pallo (VI)           |
| 04.03.2014 | FC Kiffen 08 Helsinki (IV)        | 0:0 n. V. (5:4 i. E.) | Pallohonka Espoo (III)          |
| 05.03.2014 | Kokkolan Palloveikot (III)        | 0:1                   | AC Kajaani (III)                |
| 05.03.2014 | Nurmijärven Jalkapalloseura (IV)  | 4:3 n. V.             | Tuusulan Palloseura (IV)        |
| 07.03.2014 | Paimion Haka (V)                  | 0:1                   | ÅIFK Turku (III)                |
| 07.03.2014 | FC Honka Espoo-2 (VII)            | 0:4                   | BK-46 Karis (III)               |
| 07.03.2014 | Peimari United (VI)               | 3:5 n. V.             | Pallo-Iirot Rauma (III)         |
| 08.03.2014 | JIPPO Joensuu (II)                | 0:4                   | Haka Valkeakoski (II)           |
| 08.03.2014 | Grankulla IFK (III)               | 0:0 n. V. (4:2 i. E.) | PK-35 Vantaa (II)               |
| 08.03.2014 | Salon Palloilijat (III)           | 0:1                   | Ilves Tampere (II)              |
| 08.03.2014 | Töölön Taisto (IV)                | 0:1                   | FC Viikkarit (III)              |
| 08.03.2014 | Helsingfors IFK-4                 | 0:9                   | FC Viikingit-2 (II)             |
| 08.03.2014 | IF Sibbo-Vargarna (IV)            | 0:1 n. V.             | Järvenpään PS (III)             |
| 09.03.2014 | Joensuun Palloseura (IV)          | 1:5 n. V.             | Siilinjärven Palloseura (IV)    |
| 09.03.2014 | Pallo-Kerho 37 (III)              | 0:1                   | JJK Jyväskylä (II)              |
| 09.03.2014 | Naantalin VG-62 (IV)              | 0:2                   | FC Hämeenlinna (III)            |
| 09.03.2014 | Etelän-Espoon Pallo (IV)          | 3:1                   | FC Lahti Akatemia (III)         |
|            | Vasa IFK (III)                    | 03:0 1                | Tornion Pallo -47               |

## 4. Runde
Teilnehmer: Die 36 Sieger der 3. Runde und die vier Erstligisten, die im Ligapokal 2014 nach der Gruppenphase ausschieden. Unterklassige Teams hatten Heimrecht.
| Datum      |                                   | Ergebnis              |                                 |
| ---------- | --------------------------------- | --------------------- | ------------------------------- |
| 08.03.2014 | FC Peltirumpu (IV)                | 1:2                   | Atlantis FC (III)               |
| 12.03.2014 | Nekalan Pallo (V)                 | 0:3                   | Rovaniemi PS (I)                |
| 12.03.2014 | Käpylän Pallo (III)               | 1:2 n. V.             | FC Lahti (I)                    |
| 15.03.2014 | FC Kontu (IV)                     | 0:8                   | Helsingfors IFK (II)            |
| 15.03.2014 | Vasa IFK (III)                    | 3:2 n. V.             | FC Jazz Pori (II)               |
| 15.03.2014 | HJK Helsinki Junioren/Töölö (VII) | 3:0                   | IF Gnistan Ogeli (V)            |
| 15.03.2014 | PS Kemi Kings (III)               | 3:1                   | AC Kajaani (III)                |
| 15.03.2014 | ÅIFK Turku (III)                  | 1:4                   | Ilves Tampere (II)              |
| 15.03.2014 | Ilves Tampere (III)               | 3:1                   | Pallo-Iirot Rauma (III)         |
| 15.03.2014 | Sudet Kouvola (IV)                | 1:2                   | Siilinjärven Palloseura (IV)    |
| 15.03.2014 | Siilinjärven Palloseura (III)     | 1:0                   | Kotkan Työväen Palloilijat (II) |
| 15.03.2014 | FC Hämeenlinna (III)              | 2:1                   | FF Jaro (I)                     |
| 16.03.2014 | Nurmijärven Jalkapalloseura (IV)  | 1:0                   | FC Viikkarit (III)              |
| 16.03.2014 | Lempäälän Kisa-Futis (V)          | 0:2                   | Jakobstads BK (III)             |
| 12.03.2014 | BK-46 Karis (III)                 | 3:3 n. V. (4:3 i. E.) | FC Viikingit (II)               |
| 19.03.2014 | AC Oulu (II)                      | 0:4                   | Turku PS (I)                    |
| 19.03.2014 | Klubi 04 (III)                    | 3:4 n. V.             | Haka Valkeakoski (II)           |
| 19.03.2014 | Etelän-Espoon Pallo (IV)          | 0:4                   | JJK Jyväskylä (II)              |
| 19.03.2014 | FC Kiffen 08 Helsinki (IV)        | 1:2 n. V.             | Grankulla IFK (III)             |
| 22.03.2014 | FC Futura (III)                   | 0:0 n. V. (4:2 i. E.) | Ekenäs IF (III)                 |

## 5. Runde
Teilnehmer: Die 20 Sieger der 4. Runde und die vier Erstligisten, die im Viertelfinale des Ligapokals 2014 ausschieden. Die Erstligisten mussten auswärts antreten.
| Datum      |                                   | Ergebnis              |                              |
| ---------- | --------------------------------- | --------------------- | ---------------------------- |
| 22.03.2014 | Ilves Tampere (II)                | 0:3                   | Rovaniemi PS (I)             |
| 23.03.2014 | Vasa IFK (III)                    | 0:2                   | Inter Turku (I)              |
| 27.03.2014 | Nurmijärven Jalkapalloseura (IV)  | 0:6                   | FC Lahti (I)                 |
| 28.03.2014 | Helsingfors IFK (II)              | 7:1                   | FC Futura (II)               |
| 29.03.2014 | Jakobstads BK (III)               | 1:3                   | FC Honka Espoo (I)           |
| 29.03.2014 | FC Hämeenlinna (III)              | 3:2 n. V.             | Tampereen Pallo-Veikot (III) |
| 30.03.2014 | Grankulla IFK (III)               | 0:2                   | Myllykosken Pallo -47 (I)    |
| 01.04.2014 | Järvenpään PS (III)               | 1:3                   | JJK Jyväskylä (II)           |
| 02.04.2014 | PS Kemi Kings (III)               | 1:1 n. V. (2:4 i. E.) | Turku PS (I)                 |
| 03.04.2014 | Atlantis FC (III)                 | 2:0                   | BK-46 Karis (III)            |
| 04.04.2014 | HJK Helsinki Junioren/Töölö (VII) | 0:8                   | Kuopion PS (I)               |
| 05.04.2014 | Siilinjärven Palloseura (IV)      | 0:5                   | Haka Valkeakoski (II)        |

## 6. Runde
Teilnehmer: Die zwölf Sieger der 5. Runde und die vier Erstligisten, die im Ligapokal 2014 das Halbfinale erreichten. Die Erstligisten mussten auswärts antreten.
| Datum      |                      | Ergebnis  |                           |
| ---------- | -------------------- | --------- | ------------------------- |
| 15.04.2014 | Helsingfors IFK (II) | 0:1 n. V. | Seinäjoen JK (I)          |
| 16.04.2014 | FC Honka Espoo (I)   | 0:3       | Kuopion PS (I)            |
| 16.04.2014 | Inter Turku          | 3:0       | Myllykosken Pallo -47 (I) |
| 16.04.2014 | JJK Jyväskylä (II)   | 1:0       | Turku PS (I)              |
| 16.04.2014 | FC Hämeenlinna (III) | 2:4       | IFK Mariehamn (I)         |
| 16.04.2014 | Vaasan PS (I)        | 0:1 n. V. | FC Lahti (I)              |
| 16.04.2014 | HJK Helsinki (I)     | 2:0       | Rovaniemi PS (I)          |
| 17.04.2014 | Atlantis FC (III)    | 1:4       | Haka Valkeakoski (II)     |

## Viertelfinale
Teilnehmer: Die acht Sieger der 6. Runde.
| Datum      |                      | Ergebnis |                    |
| ---------- | -------------------- | -------- | ------------------ |
| 30.04.2014 | IFK Mariehamn (I)    | 2:0      | JJK Jyväskylä (II) |
| 30.04.2014 | Haka Valkeakoski (I) | 0:3      | HJK Helsinki (I)   |
| 30.04.2014 | Kuopion PS (I)       | 1:2      | Inter Turku (I)    |
| 30.04.2014 | Seinäjoen JK (I)     | 0:1      | FC Lahti (I)       |

## Halbfinale
| Datum      |                   | Ergebnis  |                  |
| ---------- | ----------------- | --------- | ---------------- |
| 16.08.2014 | FC Lahti (I)      | 1:2 n. V. | Inter Turku (I)  |
| 16.08.2014 | IFK Mariehamn (I) | 1:2       | HJK Helsinki (I) |

## Finale
| Paarung        | HJK Helsinki – Inter Turku |
| Ergebnis       | 0:0 n. V.; 5:3 i. E. |
| Datum          | 1. November 2014 um 14:00 Uhr (13:00 Uhr MEZ) |
| Stadion        | Sonera Stadium, Helsinki |
| Zuschauer      | 2.349 |
| Schiedsrichter | Ville Nevalainen |
| Tore           | Elfmeterschießen: 1:0 Gideon Baah 1:1 Tamás Grubovics 2:1 Macoumba Kandji 2:2 Joni Aho 3:2 Mika Väyrynen 3:3 Mika Ojala 4:3 Joel Perovuo Ari Nyman (gehalten) 5:3 Demba Savage.                                                                       |
| HJK Helsinki   | Toni Doblas – Gideon Baah, Markus Heikkinen, Veli Lampi, Sebastian Sorsa – Anthony Annan, Teemu Tainio (95. Nikolai Alho), Robin Lod (106. Joel Perovuo) – Demba Savage, Erfan Zeneli (91. Mika Väyrynen), Macoumba Kandji Cheftrainer: Mika Lehkosuo |
| Inter Turku    | Magnus Bahne – Mathias Lindström, Juuso Hämäläinen, Henri Lehtonen, Joni Aho – Ari Nyman, Vincent Onovo (104. Severi Paajanen), Tamás Grubovics – Juho Salminen (69. Solomon Duah), Mika Ojala, Irakli Sirbiladse Cheftrainer: Job Dragtsma           |
| Gelbe Karten   | Anthony Annan, Macoumba Kandji – keine |